# Ecaterina Varga
Ecaterina Varga, în maghiară Varga Katalin, pronunție în maghiară [ˈvɒrɡɒ ˈkɒtɒlin] (n. 22 august 1802, la Hălmeag, Comitatul Târnava Mare, Transilvania, azi în comuna Șercaia, județul Brașov - decedată cca. 1858, la Hălmeag) a fost o luptătoare pentru drepturile românilor din Munții Apuseni.

## Familia și începutul vieții
Ecaterina Varga s-a născut la 22 august 1802, în localitatea Hălmeag, Comitatul Târnava Mare, din Transilvania, într-o familie de nobili maghiari săraci. Tatăl ei, János Varga, și mama ei, Katalin Rosondai, au fost mici proprietari de pământ pe care îl cultivau ei înșiși. Referința la starea de nobili a familiei o găsim într-o petiție din 1846. A fost crescută de o mătușă, Ilonka, ca și o soră mai mică și un frate. 
În afară de maghiară, pe care o vorbea ca limbă maternă, cunoștea româna și germana.

## Activitatea
La vârsta de douăzeci de ani s-a căsătorit cu un rotar văduv, înstărit, Kelemen György, căruia i-a crescut cei doi copii. Soțul său a întreprins afaceri cu cânepă, în care Katalin s-a implicat și care au adus, la început, beneficii. Mai târziu, au creditat pe unii din beneficiari, dar aceștia nu și-au plătit datoriile. Așa au ajuns în faliment.
Katalin a divorțat, iar apoi fostul său soț a murit. A inițiat un proces greu cu un fabricant de frânghii din Brașov, care îi datora 631 de florini. Dar, din cauza birocrației, problema nu s-a putut rezolva pe plan local, și, prin urmare, pe 1 august 1839, Katalin a solicitat sprijinul Cancelariei Curții Imperiale de la Viena. După deliberări, Cancelaria Imperială a declarat că nu poate lua o decizie și a returnat dosarul la Brașov. Într-un final, cazul a fost clasat și arhivat fără a fi dată vreo sentință.
În anii 1840-1847, Ecaterina Varga a devenit o luptătoare pentru drepturile românilor iobagi din Munții Apuseni, față de autoritățile habsburgice. Prin petiții adresate guvernului Transilvaniei de la Sibiu, precum și prin memorii susținute personal la Curtea de la Viena, Ecaterina Varga cerea, în numele moților, înlăturarea abuzurilor autorităților vremii. Dată fiind nepăsarea autorităților locale și centrale la cererile moților, Ecaterina Varga a îndemnat populația din Munții Apuseni la nesupunere și împotrivire pe față.
Ecaterina Varga era supranumită Doamna Moților.
Autoritățile au fost nemulțumite de revendicările ei și au dispus să fie prinsă. De aceea, Ecaterina Varga a fost urmărită ca instigator. Andrei Șaguna, care era pe atunci vicar episcopal, a ajutat la predarea ei către autorități, răpind-o și astfel trădând-o, la 17 ianuarie 1847, în localitatea Bucium Poieni. A fost închisă la Aiud și la Alba Iulia, între anii 1847-1851, timp de aproape patru ani, fără judecată.
Procesul a avut loc în 1851, iar Ecaterina Varga a fost condamnată la încă trei luni de închisoare. După scurgerea celor trei luni, Ecaterina a fost exilată în satul său natal, Hălmeag. Se presupune că și-a trăit restul vieții acolo și că a decedat câtva timp după 1852.

## Ecaterina Varga în literatură
- Iosif Sterca-Șuluțiu, O lacrimă fierbinte, Brașov, 1877;
- Ákos Molnár, A császár dajkája, Budapest, 1935.
- Vlaicu Bârna, Romanul Caterinei Varga, Editura Tineretului, București, 1960.
- Agoston Horváth, Varga Katalin (piesă de teatru jucată la Teatrul Național din Târgu Mureș, regizor Ernő Szabó, 1955).[7]
- Ion Agârbiceanu, Doamna Cătălina, Proze, Editura Cartea Românească, 1986 (Vd. și Ion Agîrbiceanu, Opere 2, Schițe și Povestiri **, 1962, Editura pentru Literatură, București, pp.33-41).

## Cinstirea memoriei Ecaterinei Varga
- În 1977, la Hălmeag, a fost ridicat un monument al Ecaterinei Varga în curtea bisericii evanghelice (luterană).
- În timpul comunismului, Cooperativa Agricolă de Producție (C. A. P.) din Hălmeag a purtat numele Ecaterina Varga.
- Liceul de fete din Szolnok îi poartă numele, din anul 1951: Varga Katalin Gimnázium. Din anul 2007, instituția de învățământ respectivă poartă numele de: Varga Katalin Gimnázium – Varga Katalin Secondary School, fiind un liceu bilingv (limba maghiară și limba engleză).
- Străzi din Aiud, Alba Iulia, Brașov, București, Cluj-Napoca, Constanța, Dej, Deva, Medgidia, Oradea, Ploiești, Sighișoara, Târgu Mureș, Techirghiol , Sibiu, Câmpia Turzii și Focșani îi poartă numele.